# Холикназаров, Анварбек Холикназарович
Холикназаров  Анварбек Холикназарович (тадж. Анварбек Холикназаров, 5 апреля 1926, Хорог, ГБАО Таджикская ССР — 1 апреля 1994, Душанбе, Таджикская ССР СССР) — советский, таджикский  государственный и партийный деятель, первый секретарь Хорогского горкома КП Таджикистана (1965—1970), секретарь партийного комитета (1-й секретарь) Шугнанского производственного колхозно-совхозного управления (1963—1965), награжден Орденом «Знак Почёта» (1965), Медалью «За отличие в охране государственной границы СССР» (1965), Медалью «Ветеран труда» (1986), двумя Почетными Грамотами Президиума Верховного Совета Таджикской ССР (1954; 1964), депутат Верховного Совета Таджикской ССР (6—7 созывов), делегат XV и XVI съездов КП Таджикистана — член ЦК КП Таджикистана (1963—1971), член КПСС с 1943 года.

## Биография
Анварбек Холикназарович Холикназаров родился 5 апреля 1926 года в Хороге, Горно-Бадахшанская автономная область Таджикская ССР в семье председателя Областного потребительского общества ГБАО, таджик.
Учился в средней школе № 3 им Кирова в Хороге, образование высшее.
Свою трудовую деятельность начал учителем средней школы близ г. Хорога в кишлаках Бидурд (1941—1942) и Шувджев (1942—1944). Член Коммунистической партии Советского Союза с 1943 года.
Слушатель Сталинабадской школы милиции Министерства внутренних дел Таджикской ССР (1944—1946).
Оперуполномоченный управления милиции Министерства внутренних дел Таджикской ССР по Горно-Бадахшанской автономной области (1946—1951).
Старший инструктор, секретарь, заместитель председателя исполнительного комитета Шугнанского районного Совета депутатов трудящихся Горно-Бадахшанской автономной области (1951—1958), по другим данным секретарь областного исполнительного комитета Совета депутатов трудящихся Горно-Бадахшанской автономной области (1955—1957), заместитель председателя исполнительного комитета Шугнанского районного Совета депутатов трудящихся ГБАО (1957—1958).
Слушатель Ташкентской Высшей партийной школы при ЦК КПСС (1958—1962).
Инструктор Горно-Бадахшанского областного комитета Коммунистической партии Таджикистана (1962—1963).
Секретарь партийного комитета (1-й секретарь) Шугнанского производственного колхозно-совхозного управления, избранный партийный комитет был с правами рай горкома партии вместо упраздненного на этот период Хорогского горкома КП Таджикистана — в конце 1962 г. в стране сельские райкомы были преобразованы в парткомы производственных колхозно-совхозных управлений (1963–1965).
Первый секретарь Хорогского городского комитета Коммунистической партии Таджикистана (1965—1970).
Избирался депутатом Верховного Совета Таджикской ССР (6—7 созывов), делегатом XV и XVI съездов КП Таджикистана, членом Центрального комитета Коммунистической Партии Таджикистана (1963—1971).
Заведующий отделом бытового обслуживания Областного исполнительного комитета Совета народных депутатов Горно-Бадахшанской автономной области (1970—1985).
Анварбек Холикназарович Холикназаров скончался 1 апреля 1990 года в городе Душанбе, не дожив 4 дней до 64 лет.

## Награды
- Орден «Знак Почёта» (1965),
- Медаль «За отличие в охране государственной границы СССР» (1965),
- Медаль «Ветеран труда» (1986),
- Почетная грамота Президиума Верховного Совета Таджикской ССР (1954; 1964)[1][2][3].

## Семья
- Отец — Алиназаров Холикназар (1901—1932) — работал при советской власти председателем Областного потребительского общества ГБАО.
- Мать — Худобахшова Гулбону (1904—1950) — работала колхозницей колхоза имени Сталина, её сестры: Бахшова Гулбутта (1907—1984) – по документам удостоверяющие личность; Худобахшова Асанбону (1910—1965); Давлат (1912—1988); Худобахшова Рукиямо (1914—2014)[4]; Худобахшов Худодод (1928—1989).
- Сестра — Холикназарова Зайнулараб (1928—1971) — работала в райсобесе Шугнанского района, трагически погибла год спустя после смерти мужа Гуломайдарова Гуломиддина (1927—1970) — полковника милиции, начальника УВД ГБАО (1968—1970).

Жена —Бандишоева Савсан (1921—2002) — таджикская, советская актриса и певица, Народная артистка Таджикской ССР (1946), начавшая свою творческую деятельность в 1938 году в Рушане, участница первой Декады таджикской литературы и искусства в г. Москве (1941), актриса Государственного музыкально-драматического театра имени Рудаки (1941—1965). 
 Дети:
Сыновья:
- Холикназаров Султоназар Анварович (род. 1952) — выпускник Таджикского государственного университета им В. И. Ленина (1973). полковник, начальник штаба Гражданской обороны ГБАО (1976—2007), зам начальника Главного штаба комитета ЧС и ГО при правительстве Республики Таджикистан (2007—2012), советник министра по чрезвычайным ситуациям и гражданской обороны Республики Таджикистан (2012—2016).
- Холикназаров Холикназар Анварович (род. 1961) — выпускник Хорогского политехникума (1998), сотрудник УБОП, начальник Хорогского гор отдела ГАИ УВД ГБАО (1983—2005), на пенсии с 2005.

Дочери — Холикназарова Уснибону Анваровна (род. 1950) — работала зав приемной части председателя Хорогского горисполкома Совета народных депутатов ГБАО. Муж — Рахматназаров Имомназар Рахматназарович (1936—2014) — советский, таджикский военный и государственный деятель, выпускник Высшей Краснознаменной школы КГБ СССР им Ф. Э. Дзержинского, полковник КГБ СССР, ГКНБ Республики Таджикистан (1962—1998); Холикназарова Гулбону Анваровна (род. 1953) — выпускница Хорогского медучилища, работала в системе здравоохранения Таджикистана с 1974 года, на пенсии с 1999 года в связи с потерей кормильца (смерть мужа), подполковника милиции Алихонова Исфандиера (1951—1998); Холикназарова Аслибону Анваровна (род. 1956) — домохозяйка; Холикназарова Хуршеда Анваровна (род. 1960) — выпускница Ташкентской Высшей партийной школы при ЦК КПСС (1992), работала швеёй КБО г. Хорога с 1980 года, после распада СССР служила на Памире в в/ч 2022 Пограничных войск РФ в РТ (1993—2002), затем служила там же в Пограничных войсках РТ после ухода пограничников РФ из РТ (2004—2007), ныне частный предприниматель; Холикназарова Латифа Анваровна (род. 1963) — выпускница Таджикского педагогического института русского языка и литературы им. А. С. Пушкина (1986), работает в школе № 8 им С. Абдуллаева; Холикназарова Мавджуда Анваровна (род. 1965) — выпускница Хорогского медучилища, работает с 1985 года медсестрой в Хорогском городском поликлинике.